# Mont Maigudo
Le mont Maigudo ou Mai Gudo est une montagne d'Éthiopie s'élevant à une altitude de 3 369 mètres en Oromia.

## Histoire
Le 10 janvier 1888, Jules Borelli en fait l'ascension et le nomme May-Goudo dans son journal.